# Mōri Kambei
Mōri Kambei est un nom japonais traditionnel ; le nom de famille (ou le nom d'école), Mōri, précède donc le prénom (ou le nom d'artiste).
Mōri Kambei (毛利 勘兵衛),, aussi appelé Mōri Kambei Shigeyoshi (毛利 重能),, est un mathématicien japonais du début de l'époque d'Edo.

## Biographie
Mōri est à l'origine un samouraï au service de Toyotomi Hideyoshi, avant d'obtenir le rang de gouverneur de la province de Dewa (出羽守, Dewa no Kami). Certaines sources du XVIe siècle suggèrent que Mori a étudié en Chine, mais ces allégations ne sont pas concluantes ou sont rejetées par les historiens. Ce qui est su avec certitude, c'est qu'il a ouvert une école à Kyoto et qu'il a écrit plusieurs livres influents et largement discutés qui traitent de l'arithmétique et l'utilisation du soroban.
Un de ses élèves est Yoshida Mitsuyoshi, auteur du Jinkōki, qui est le plus ancien texte mathématique japonais qui nous est parvenu.

## Ouvrages (sélection)
Dans un aperçu statistique relatifs aux écrits par et sur Kambei Mori, OCLC/WorldCat compte 2 titres en 3 publications en 1 langue et 5 fonds de bibliothèque.
- Warisansho (割算書?) OCLC 026976775, written division

### Source de la traduction
- (en) Cet article est partiellement ou en totalité issu de l’article de Wikipédia en anglais intitulé « Kambei Mori » (voir la liste des auteurs).